# Wheels of Steel
Wheels of Steel är den brittiska heavy metal-gruppen Saxons andra album, utgivet 1980. Albumet nådde femteplatsen på UK Albums Chart och har certifierad guldstatus i Storbritannien. 

## Låtlista
1. "Motorcycle Man" - 3:54
2. "Stand Up and Be Counted" - 3:05
3. "747 (Strangers in the Night)" - 4:54
4. "Wheels of Steel" - 5:55
5. "Freeway Mad" - 2:42
6. "See the Light Shining" - 4:50
7. "Street Fighting Gang" - 3:09
8. "Suzie Hold On" - 4:29
9. "Machine Gun" - 5:17